# Anna van der Vegt
Anna Maria van der Vegt, née le 4 décembre 1903 à La Haye (Pays-Bas) et morte le 13 avril 1983 à Ryswick (Pays-Bas), est une gymnaste artistique néerlandaise.

## Biographie
Anna van der Vegt remporte aux Jeux olympiques d'été de 1928 à Amsterdam la médaille d'or du concours général par équipes féminin avec Estella Agsteribbe, Helena Nordheim, Anna Polak, Judikje Simons, Elka de Levie, Jacomina van den Berg, Jacoba Stelma, Alida van den Bos, Petronella van Randwijk, Petronella Burgerhof et Hendrika van Rumt.